# Sõmeru (Paide)
Sõmeru – wieś w Estonii, w prowincji Järva, w gminie Paide.